# Oberweg
Oberweg ist eine ehemalige Gemeinde mit 578 Einwohnern (Stand: 31. Oktober 2013) im Bezirk Murtal in der Steiermark. Die Gemeinde liegt im Gerichtsbezirk Judenburg. Zusammen mit der vorher ebenfalls selbstständigen Gemeinde Reifling ist sie seit 2015 im Rahmen der steiermärkischen Gemeindestrukturreform bei der Gemeinde Judenburg eingemeindet.

## Geografie

### Geografische Lage
Der Ort Oberweg liegt südlich von Judenburg. Das Gebiet zieht sich entlang des Oberwegerbaches auf die Hänge der Seetaler Alpen. Höchster Punkt ist das Scharfe Eck (2.364 m). Auf dem Gebiet befinden sich auch Teile des Truppenübungsplatzes Seetaler Alpe.
Die ehemaligen Nachbargemeinden sind, im Norden beginnend im Uhrzeigersinn: Sankt Peter ob Judenburg, Judenburg, Reifling, Sankt Wolfgang-Kienberg, Obdach, Kulm am Zirbitz, Sankt Marein bei Neumarkt, Sankt Lorenzen bei Scheifling.

### Gemeindegliederung
Die Gemeinde besteht aus den beiden Katastralgemeinden und gleichnamigen Ortschaften, Oberweg (530 Einwohner) und Ossach (46).

## Geschichte
1334 wurde erstmals Ossach als Gegendbezeichnung urkundlich erwähnt, 1443 ein Osser ob Judenburg. 1559 bis 1600 gab es auf der Judenburgeralm Eisenerzabbau. Lange Zeit nur eine Ansammlung von Bauernhäuser, wurde Oberweg ab dem späten 19. Jahrhundert eine beliebte Wohngegend für Judenburger. Davon zeugen auch Gründerzeithäuser und Häuser der 1920er und 1930er Jahre im Heimatstil.
Die politische Gemeinde Oberweg wurde 1849/50 errichtet.

## Wappen
Seit 1. September 2009 war die Gemeinde berechtigt, ein Wappen mit folgendem Aussehen zu führen:
„Zwischen roten Flanken und je drei pfahlweise gestellten goldenen Flügellanzenspitzen in Blau eine goldene bewurzelte und zweifach beblätterte Speikpflanze.“

## Bevölkerung
Die Gemeinde hatte laut Volkszählung 2001 685 Einwohner. 98,8 % der Bevölkerung besaßen die österreichische Staatsbürgerschaft. Zur römisch-katholischen Kirche bekannten sich 79,9 % der Einwohner, zur evangelischen Kirche 2,8 %, 15,3 % waren ohne religiöses Bekenntnis.

## Wirtschaft und Infrastruktur
Laut Arbeitsstättenzählung 2001 gab es 20 Arbeitsstätten mit 96 Beschäftigten in der Gemeinde sowie 264 Auspendler und 162 Einpendler. Es gab 17 land- und forstwirtschaftliche Betriebe (davon 13 im Haupterwerb), die zusammen 885 ha bewirtschafteten (1999).

## Politik
Die Gemeinde wurde seit 1960 von den Sozialdemokraten dominiert. Der mit 31. Dezember 2014 aufgelöste Gemeinderat bestand aus neun Mitgliedern und setzte sich seit der Gemeinderatswahl 2010 aus Mandaten der folgenden Parteien zusammen: 4 ÖVP und 5 SPÖ.
Letzter Bürgermeister war Johann Taferner, der 1999 die Leitung der Gemeinde übernahm.

## Persönlichkeiten

### Ehrenbürger
- 1987: Hans Gross (1930–1992), Landeshauptmann-Stellvertreter
- 1998: Peter Schachner-Blazizek (* 1942), Landeshauptmann-Stellvertreter
- 1999: Herbert Hassler, Bürgermeister von Oberweg 1982–1999